# Titanidiops canariensis
La titanidiops canariensis es una especie de araña mygalomorfa de la familia idiopidae. Es una especie endémica de Canarias.